# The Virtuous Sin
The Virtous Sin es una película estadounidense dirigida por George Cukor y Louis J. Gasnier en 1930.

## Argumento
La esposa de un prestigioso científico ruso cuya vida corre peligro ofrece su cuerpo a un libidinoso militar ruso a cambio de que su marido siga con vida.

## Comentarios
El guion de Martin Brown y Louise Long se basa en la novela The General de Lajos Zilahy.
- Datos: Q3898517